# Santi Mina
Santiago Mina Lorenzo (* 7. prosince 1995 Vigo), známý jako Santi Mina, je španělský profesionální fotbalista, který hraje na pozici útočníka za saúdskoarabský klub Aš-Šabab FC, kde je na hostování z Celty Vigo. Je také bývalým španělským mládežnickým reprezentantem.

## Reprezentační kariéra
Reprezentoval Španělsko v mládežnických kategoriích včetně U21.

## Osobní život
V květnu 2022 byl odsouzen ke čtyřletému trestu vězení za sexuální zneužití ženy v roce 2017. Minovi hrozil až dvojnásobný trest, soud ho ale zprostil obvinění ze znásilnění. Bývalý mládežnický španělský reprezentant vinu popřel a odvolal se k nejvyššímu soudu. Součástí rozsudku byla i pokuta 50 tisíc eur (asi 1,2 milionu korun), Mina se navíc následujících 12 let nesmí pokusit ženu nijak kontaktovat.